# Hans-Martin Henning

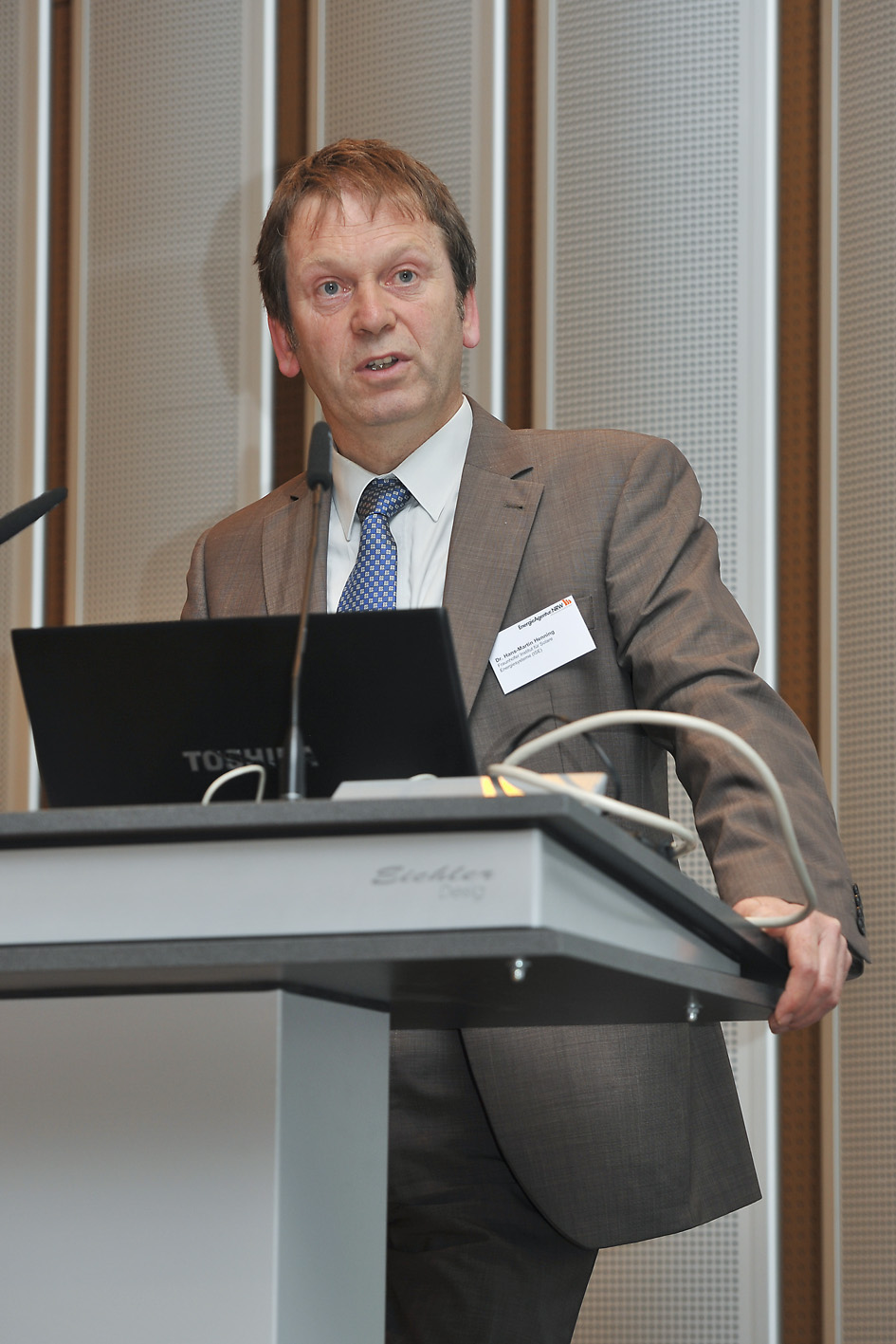
Henning 2013 bei einem Vortrag

Hans-Martin Henning (* 1959 in Tübingen) ist ein deutscher Physiker mit Forschungsschwerpunkt Energietechnik. Er ist Professor für „Solare Energiesysteme“ an der Albert-Ludwigs-Universität Freiburg und einer der beiden Leiter des Fraunhofer-Instituts für Solare Energiesysteme (Fraunhofer ISE). Seit dem 1. September 2020 ist er Mitglied des neu gegründeten Expertenrates für Klimafragen.

## Leben
Aufgewachsen in Herbolzheim, studierte Henning zunächst mehrere Semester Politikwissenschaft und Geschichte in Freiburg und Sozialwissenschaft in Bremen. 1981 wechselte er an die Universität Oldenburg, wo er 1988 das Physik-Diplom erwarb. Anschließend promovierte er 1993 an derselben Universität in Physik mit einer Arbeit über „Regenerierung von Adsorbentien mit solar erzeugter Prozesswärme“ zum Dr. rer. nat.; sein Doktorvater war Joachim Luther.
Nach Tätigkeiten als wissenschaftlicher Mitarbeiter am Institut für Solarenergieforschung GmbH in Hannover/Hameln und an der Universität Oldenburg wechselte er als wissenschaftlicher Mitarbeiter ans Fraunhofer-Institut für Solare Energiesysteme (Fraunhofer ISE) in Freiburg. Dort übernahm er bald verschiedene Leitungsfunktionen und wurde 2009 stellvertretender Institutsdirektor unter dem damaligen Leiter Eicke Weber. Seit 2017 leitet er die Organisation gemeinsam mit Andreas Bett in einer Doppelspitze.
Parallel war er auch an Universitäten tätig. Nachdem er 2010 noch eine ordentliche Professur für „Klima-Engineering“ an der Hochschule für Technik Stuttgart abgelehnt hatte, nahm er 2013 zunächst eine W3-Professur „Technische Energiesysteme“ am Karlsruher Institut für Technologie an, die er von Januar 2014 bis Juni 2017 ausübte. Seit Juli 2017 ist er Inhaber des Lehrstuhls „Solare Energiesysteme“ im Institut für Nachhaltige Technische Systeme der Technischen Fakultät der Universität Freiburg, die verknüpft ist mit der Co-Leitung des Fraunhofer ISE, des größten Solarforschungsinstituts Europas. Seit September 2020 ist er Mitglied im Expertenrat für Klimafragen.
Daneben ist er in verschiedenen Gremien tätig und fungiert als Sprecher der Allianz Energie der Fraunhofer-Gesellschaft. Er wurde ebenfalls zum ordentlichen Mitglied der Deutschen Akademie der Technikwissenschaften (Acatech) ernannt. Seit Mitte 2014 ist er zudem einer der Forschenden im Projekt „Energiesysteme der Zukunft“, das von den wissenschaftlichen Akademien Acatech, Leopoldina sowie der Union der deutschen Akademien der Wissenschaften koordiniert wird. So wirkte er bereits in einigen Arbeitsgruppen mit, die Publikationen zur Energiewende erarbeiten. Zudem ist er Mitglied des ESYS-Direktoriums, das die Initiative leitet und nach außen vertritt.
Zu seinen Forschungsschwerpunkten zählen die Energietechnik in Gebäuden, die Sektorenkopplung, solares Kühlen, solares Heizen und Wärmespeicher.

## Schriften (Auswahl)

### Bücher
- Kühlen und Klimatisieren mit Wärme. Stuttgart 2015, ISBN 3-8167-9401-7.
- Regenerierung von Adsorbentien mit solar erzeugter Prozeßwärme. Düsseldorf 1994, ISBN 3-18-145003-0.

### Fachaufsätze
- Antje Boetius et al.: Energiewende 2030: Europas Weg zur Klimaneutralität. Ad-hoc-Stellungnahme der Nationalen Akademie der Wissenschaften Leopoldina, der Deutschen Akademie der Technikwissenschaften Acatech und der Union der deutschen Akademien der Wissenschaften. Juni 2020.
- Nancy M. Haegel et al.: Terawatt-scale photovoltaics: Trajectories and challenges. In: Science. Band 356, Nr. 6334, 2017, S. 141–143, doi:10.1126/science.aal1288.
- Hans-Martin Henning, Andreas Palzer: A comprehensive model for the German electricity and heat sector in a future energy system with a dominant contribution from renewable energy technologies—Part I: Methodology. In: Renewable and Sustainable Energy Reviews. Band 30, 2014, S. 1003–1018, doi:10.1016/j.rser.2013.09.012.
- Hans-Martin Henning: Solar assisted air conditioning of buildings – an overview. In: Applied Thermal Engineering. Band 27, Nr. 10, 2007, S. 1734–1749, doi:10.1016/j.applthermaleng.2006.07.021.
- Hans-Martin Henning et al.: The potential of solar energy use in desiccant cooling cycles. In: International Journal of Refrigeration. Band 24, Nr. 3, 2001, S. 220–229, doi:10.1016/S0140-7007(00)00024-4.